# Courtelary
Courtelary är en ort och kommun i distriktet Jura bernois i kantonen Bern, Schweiz. Kommunen har 1 435 invånare (2023).